# Distribució log-normal

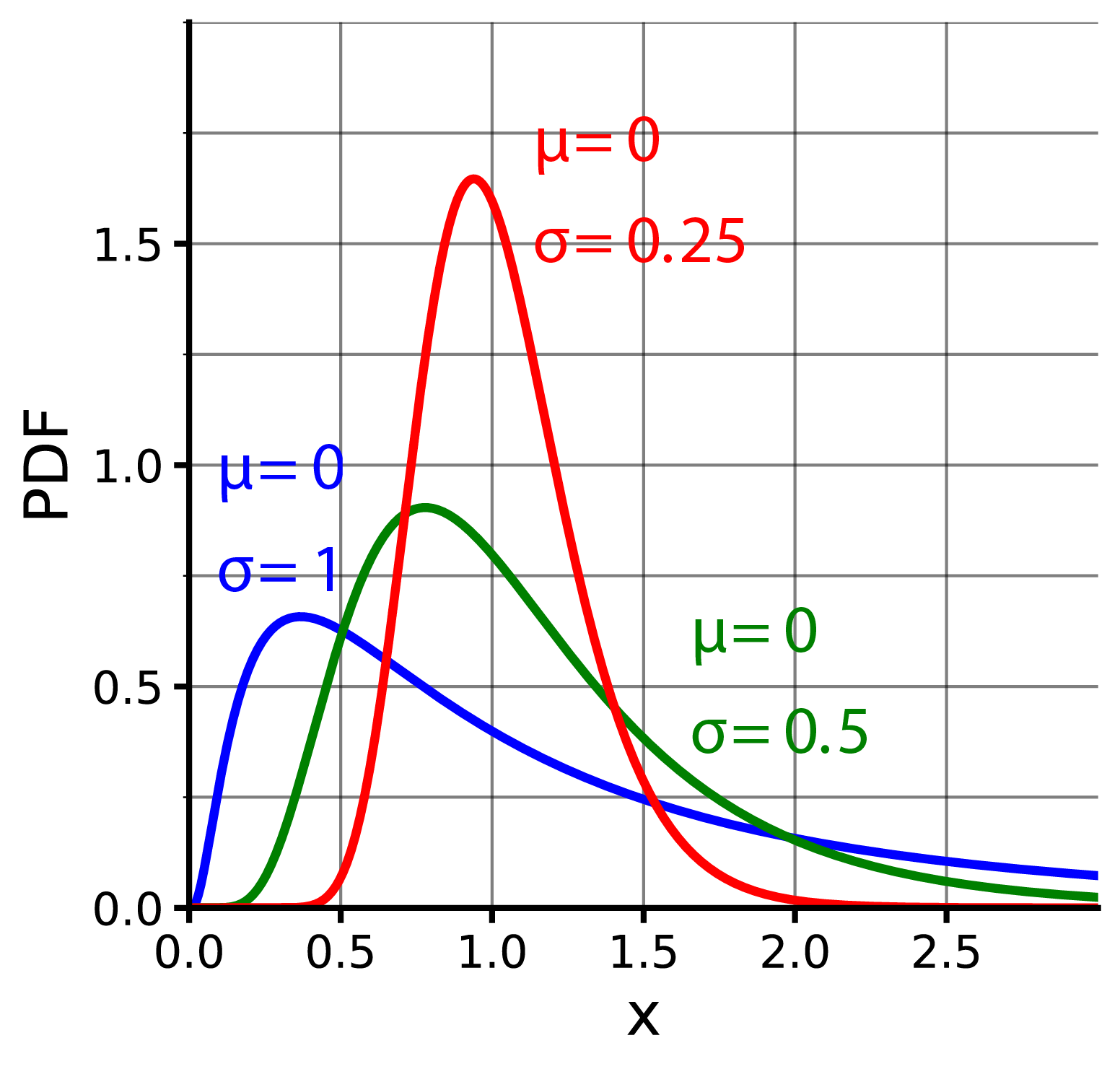
Un gràfic de 3 distribucions log-normals que s'utilitzaran a la Viquipèdia per a l'article de distribució log-normal.

En teoria de la probabilitat, una distribució log-normal (o lognormal) és una distribució de probabilitat contínua d'una variable aleatòria el logaritme de la qual es distribueix normalment. Així, si la variable aleatòria X es distribueix log-normalment, aleshores Y = ln(X) té una distribució normal. De manera equivalent, si Y té una distribució normal, aleshores la funció exponencial de Y, X = exp(Y), té una distribució log-normal. Una variable aleatòria que es distribueix logarítmicament només pren valors reals positius. És un model convenient i útil per a mesuraments en ciències exactes i d'enginyeria, així com en medicina, economia i altres temes (per exemple, energies, concentracions, longituds, preus d'instruments financers i altres mètriques).

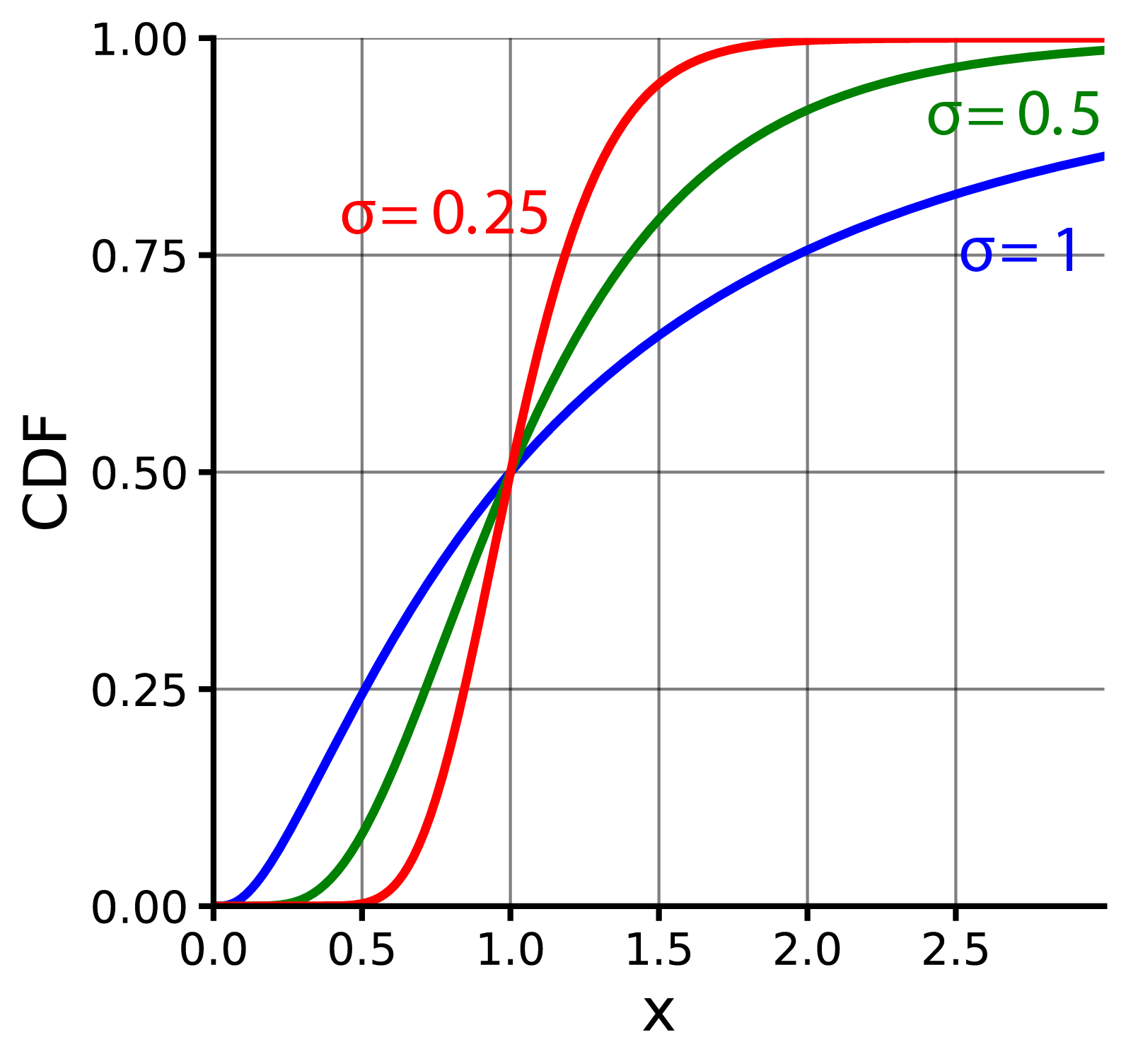
Gràfic de 3 funcions de densitat acumulada (CDF) log-normal produïdes mitjançant matplotlib i anotades amb les seves desviacions estàndard.

La distribució s'anomena ocasionalment com a distribució de Galton, en honor a Francis Galton. La distribució log-normal també s'ha associat amb altres noms, com McAlister, Gibrat i Cobb–Douglas.
Un procés log-normal és la realització estadística del producte multiplicatiu de moltes variables aleatòries independents, cadascuna de les quals és positiva. Això es justifica considerant el teorema del límit central en el domini logarítmic (de vegades anomenat llei de Gibrat). La distribució log-normal és la màxima distribució de probabilitat d'entropia per a una variable aleatòria X, per a la qual s'especifiquen la mitjana i la variància de ln(X).

Relació entre distribució normal i log-normal. Si es distribueix normalment, doncs es distribueix de forma logística normalment.

Sigui {\displaystyle Z} una variable normal estàndard, i sigui {\displaystyle \mu } i {\displaystyle \sigma >0} dos nombres reals. Llavors, la distribució de la variable aleatòria
{\displaystyle X=e^{\mu +\sigma Z}}
s'anomena distribució log-normal amb paràmetres {\displaystyle \mu } i {\displaystyle \sigma }. Aquests són el valor esperat (o la mitjana) i la desviació estàndard del logaritme natural de la variable, no l'expectativa i la desviació estàndard de {\displaystyle X}.